# Lars Nilsson (sciatore)
Lars Nilsson (...) è un ex sciatore alpino svedese.

## Biografia
Specialista delle prove veloci, Nilsson vinse la medaglia d'oro nel supergigante ai Campionati svedesi del 1988; non prese parte a rassegne olimpiche né ottenne piazzamenti in Coppa del Mondo o ai Campionati mondiali.

## Palmarès

### Campionati svedesi
- 1 oro (supergigante nel 1988)[1]